# Rhyme Masters
Albums de MC Lyte
The Shit I Never Dropped
(2003)
Rhyme Masters est une compilation de MC Lyte, sortie le 4 octobre 2005.

## Liste des titres
| No  | Titre                             | Durée |
| --- | --------------------------------- | ----- |
| 1.  | Poor Georgie                      | 4:32  |
| 2.  | When in Love                      | 3:59  |
| 3.  | Ruffneck                          | 3:58  |
| 4.  | Cold Rock a Party (Bad Boy Remix) | 4:38  |
| 5.  | I Cram to Understand U            | 4:45  |
| 6.  | Kickin' 4 Brooklyn                | 2:23  |
| 7.  | Cha Cha Cha                       | 3:01  |
| 8.  | Eyes Are the Soul                 | 3:55  |
| 9.  | Paper Thin                        | 5:16  |
| 10. | I Am the Lyte                     | 4:02  |